# Germán Patiño Ossa
Germán Patiño Ossa (Cali, 25 de julio de 1948 - 18 de enero de 2015) fue un escritor, historiador, gestor cultural y catedrático colombiano. Fue el creador del Festival Petronio Álvarez.
CRONOLOGÍA
1948 - Nace el 25 de julio de 1948.
1956 - A la edad de 8 años viaja a Río de Janeiro e ingresa al Colegio Mello & Souza.
1958 -  Regresa a Cali donde termina sus estudios de Básica Primaria en el Colegio Alemán.
1960 - Ingresa a la Escuela Naval "Almirante Padilla" en la ciudad de Cartagena. Allí cursa estudios secundarios y universitarios.
1969-1972 Se traslada a Bogotá e ingresa a la Universidad de los Andes a estudiar Antropología.
1988-1994 Posteriormente regresa a Cali y se vincula a la Corporación Autónoma de Occidente como profesor en el programa de Ingeniería Mecánica y en la Facultad de Comunicaciones.
1989 Recibe el Primer Premio de Historia Regional y Vallecaucana para profesionales y universitarios con el ensayo Herr Simmonds y el Primer Viaje del Vapor Cauca.
1990-1992 Recibe el Primer Premio de Historia Colonial de Cali en categoría para profesionales y universitarios con El Alférez Real Próximo a Morir.
1995-1997 Trabaja como Gerente Cultural del Departamento. Finalista del Premio Nacional de Lingüística de Colcultura en compañía de María Victoria Londoño, con el trabajo Rompiendo el cielo de barro, Educación y Lenguaje en las Narraciones de los Niños.
1997 Crea, organiza, dirige, realiza el primer Festival de Música del Pacífico Petronio Álvarez.
1998-2001 Director de Cultura de la Alcaldía de Cali. Le es otorgado el "Samán de Oro" en el área de cultura, premio entregado por votación pública a personalidades del Valle del Cauca.
2001-2004 Es nombrado Gerente del canal regional de televisión Telepacífico, la UNICEF le otorga el premio Iberoamericano de comunicación por los Derechos de la Niñez y la Adolescencia con el programa Aquí Vamos marcando el Paso. Recibe la Orden Gobernación de Nariño en el grado de Comendador. Programa Educa TV tuvo reconocimientos por llevar educación a la población de niños habitantes de la zona rural y marginal.
2002 Recibe la Orden al Mérito Vallecaucano en la Categoría Arte y Cultura.
2005 La Universidad del Valle le otorga el título profesional de Licenciado en Literatura y se vincula a la misma como asesor de la rectoría. Escribe el ensayo Las cocinas de María.
2006 Gana el Primer Premio Concurso Andrés Bello de Memoria y Pensamiento Iberoamericano en la modalidad ensayo, con Fogón de Negros. Cocina y cultura en una región latinoamericana.
2007 Finalista a los Premios Gourmad para el mejor libro de cocina del mundo en la categoría literatura culinaria, con Fogón de Negros, logrando el tercer lugar.
2008 El Congreso Gastronómico de Popayán le otorga un reconocimiento a su trayectoria y su aporte a la gastronomía nacional.
2011 Recibe Mención de Honor Gobernación del Valle del Cauca por su invaluable aporte a la gastronomía del pacífico colombiano y por su contribución a dejar muy en alto el buen nombre de la región ante la comunidad nacional e internacional. 
2012 Recibe homenaje en el Festival Petronio Álvarez. Participa en la gestación de políticas públicas relacionadas con el Patrimonio Inmaterial de Colombia. Recibe la Orden del congreso de Colombia en el grado de Caballero como reconocimiento a la excelsa labor desarrollada en beneficio del folclor, la música y la identidad cultural del país. 
2013 Participa en la gestación, dirección, realización y lanzamiento de la Biblioteca Básica de Cocinas Tradicionales de Colombia, iniciativa del Ministerio de Cultura que recoge más de 5 siglos de historia, para conocer y salvaguardar los saberes y sabores de la cocina tradicional colombiana. Participa en el libro “Colombia, cocina de regiones”, Este libro narra la historia culinaria de Colombia a través de una selección de sus recetas más emblemáticas.
2015 El Ministerio de Cultura le hace un reconocimiento especial, otorgándole de forma póstuma la condecoración “Medalla al Mérito Cultural”. 
PROYECTOS MÁS SIGNIFICATIVOS
“Un descubrimiento consiste en ver lo que todo el mundo ha visto y pensar lo que nadie ha
pensado” (Albert Szent)
1 - FESTIVAL PETRONIO ÁLVAREZ
El día que Germán Patiño Ossa supo que debía crearse un festival que hiciera visible la inmensa riqueza del pacífico colombiano, salió de su oficina, recorrió pueblos y esteros buscando protagonistas, llegó a hasta las más profundas raíces y no dudó ni un instante en buscar el apoyo necesario para darle vida a esta iniciativa que, como todas las que realizó a lo largode su vida, se ha convertido en una inagotable fuente de creación, rescate de recuerdos extraviados, identidad e incontables sonrisas. El Petronio ha trascendido todas las fronteras y se ha convertido en un referente nacional e internacional no solo por la música; hoy en día, lo que nació como una iniciativa musical, se ha extendido a otras áreas de la cultura como la fabricación de instrumentos musicales con técnicas y materiales tradicionales, la gastronomía, el arte, los licores tradicionales del pacífico, etc., un constante rescate del patrimonio inmaterial de la región pacífica colombiana en toda su extensión.
2 - FOGÓN DE NEGROS
Fogón de negros surgió de la preocupación de Patiño por la falta de estudios existentes sobre la relación entre la cultura y los hábitos alimenticios, pues no había una verdadera reflexión entre cocina y cultura, de ahí salió su indagación sobre la historia de la cocina nacional, con énfasis en la región del Pacífico, que derivó en el ensayo contenido en el libro. “La comida tiene una historia asociada con aquellos que la consumen; las técnicas empleadas para conseguirla, procesarla, servirla y consumirla son siempre variables, culturalmente hablando y por supuestotienen su propia historia”, de estas palabras fueron conscientes los colombianos una vez el libro salió a la luz, Patiño hizo que la gente se interesara en la historia de la comida colombiana, buscó recetas antiguas acordes a la verdadera tradición, recordó su infancia rodeado de fogones cálidos y recetas auténticas. Este libro abrió caminos, despertó intereses nacionales y mundiales, logró ser leído por académicos, estudiosos, curiosos, estudiantes, señoras, señores, jóvenes… El libro llegó para comprender un poco más cuál es la historia de los colombianos y de qué están hechos.
3 – EL ARTE EN LA CALLE, LA HISTORIA DEL GATO
En una región donde el arte debía permanecer en recintos cerrados y ser contemplado en el silencio de una sala con iluminación artificial, Germán Patiño tuvo una visión… El arte debía salir, respirar un poco de aire fresco y tomar un poco de sol. Poco a poco, gracias al trabajo enequipo de quienes en esa época lideraban un comité promotor de la cultura, la visión de Patiño comenzó a cobrar vida. El Gato del Río o las esculturas de Omar Rayo, son una pequeña muestra de que el arte logró recibir aire fresco y sol. El Gato del Río (obra del pintor y escultor Hernando Tejada la cual donó a la ciudad de Cali y que fue instalada en la ribera del río tutelar de la ciudad) nació cuando el maestro Tejada decidió acoger la propuesta de elaborar una escultura de un gato gigante, dado su amor por estos felinos, una constante en sus obras. Con los dibujos de lo que sería la escultura plasmados en un cuaderno que siempre llevaba consigo, sábado a sábado se reunía con Germán Patiño, entre otros, para darle forma a esta original iniciativa. Gracias al trabajo del comité promotor se emprendieron diversas actividades que permitieron recoger los fondos necesarios para elaborar la escultura, desde entonces, el Gato habita en la ribera del río, fiel testigo de una más de las iniciativas gestadas por Patiño. Otras esculturas que le dieron vida a los espacios públicos de la ciudad gracias a su gestión fueron las Aves de Acero, Maria Mulata, Pez de los Andes (Sevilla- Valle), por último y no menos importante el busto de Alexander Petión para el cual fue un importante apoyo en su gestión.
4 – LIBROS QUE COBRAN VIDA
Patiño cumplió más de 25 años escribiendo, se destacó por ser un escritor prolífico pues constantemente realizó columnas de opinión, participó en proyectos editoriales de distintas temáticas y, por supuesto, publicó importantes libros que hoy son referentes claves académicos y literarios. Trabajando al lado de personajes como Eugenio Barney Cabrera o Rogerio Velásquez Murillo, se convirtió en un ser polifacético, interesado por todos los campos; un gran lector, curioso y riguroso que logran con sus textos cambiar percepciones y miradas, generar interés e identificación inmediatos. Fogón de negros, Colección de CocinasTradicionales, Colección Autores Vallecaucanos, Revista Metáfora, Ensayos históricos. Los libros Herr Simmonds y otras Historias del Valle del Cauca, Hernando Tejada, Con vose de caramela,Golondrinas en Cielos Rotos, son algunas de sus publicaciones.
5 - GESTIÓN CULTURAL, ELEMENTO CLAVE DE SU OBRA
Fueron tantas las actividades realizadas por Germán Patiño en tantas áreas de la cultura que, a continuación, se enumeran algunos de los procesos que más impacto local, regional y nacional generaron gracias a su gestión. Patiño tenía el don de hacer que todos participaran, que todos se involucraran y obtuvieran importantes frutos individuales y colectivos, tanto culturales como sociales:
- Como gerente cultural departamental del Valle del Cauca logró consolidar importantes, una pequeña muestra: La construcción de lo que hoy en día se conoce en Cali como la Manzana del Saber, que alberga a la Biblioteca Departamental.

- Gran labor como gerente del canal de televisión regional Telepacífico, pues arrojó resultados históricos para la consolidación del canal. Un ejemplo, el programa Educa Tv., emitido desde 2001, es el primer espacio de educación formal por televisión, por lo que fue tomado por el Ministerio de Educación como modelo nacional.

- La generación de políticas culturales también ha sido parte fundamental del quehacer de Patiño en los últimos años, aportando importantes debates en torno a los conceptos de cocina y gastronomía.

- Participación en la creación del Festival Bandola, Sevilla – Valle.
- Participación en la gestación de la Red de Bibliotecas Públicas del Valle.
- Participación en la organización de Centros Culturales en barrios populares de Cali y centros culturales comunitarios.
- Promoción permanente de artistas (Gestionó las primeras exposiciones de Jacanamijoy, viajó a Expo-Lisboa a presentar el trabajo de Tejada, ha sido un apoyo constante de importantes artistas colombianos, como por ejemplo del maestro Hugo Candelario González, entre muchos otros).

## Biografía
Germán nació en Cali, estudió literatura en la Universidad del Valle, con este el Festival de Música del Pacífico "Petronio Álvarez", rindiendo un homenaje al compositor Patricio Romano Petronio Álvarez Quintero. En 2006 fue galardonado con el Premio Andrés Bello, de Memoria y Pensamiento Iberoamericano en su obra "Fogón de Negros". 
El 19 de enero de 2015, falleció en Cali, Colombia a causa de un infarto.

## Libros
- Herr Simmonds y otras historias del Valle del Cauca, 1992
- Fogón de negros: cocina y cultura en una región latinoamericana, 2007